# Bryobia meteoritica
Bryobia meteoritica är en spindeldjursart som beskrevs av Hatzinikolis och Panou 1996. Bryobia meteoritica ingår i släktet Bryobia och familjen Tetranychidae. Inga underarter finns listade.